# Nyamyn Jagvaral
 (novembre 2021).
Si vous disposez d'ouvrages ou d'articles de référence ou si vous connaissez des sites web de qualité traitant du thème abordé ici, merci de compléter l'article en donnant les références utiles à sa vérifiabilité et en les liant à la section « Notes et références ».
Nyamyn Jagvaral (en mongol : Жагварал Нямын ; 4 mai 1919 - 19 septembre 1987) était un homme politique, homme d'État, économiste et académicien mongol qui, en tant que premier vice-président du Présidium du grand Khoural d'État du peuple, était président par intérim (chef d'État titulaire) de la république populaire de Mongolie du 23 août 1984 au 12 décembre 1984 après la démission forcée de Yumjagiyn Tsedenbal pour des raisons politiques et sanitaires.

## Biographie
Jagvaral est né en 1919 dans l'actuelle province de Dornogovi. En 1938, il est diplômé de l'université communiste des travailleurs d'Orient à Moscou, puis enseigne au lycée de 1938 à 1939. Il a rejoint le Parti révolutionnaire du peuple mongol (MPRP) en 1939 et de 1939 à 1940 a dirigé les cadres du Parti des lycées. Entre 1940 et 1945, il a fréquenté l'Institut d'études orientales de Moscou (le premier citoyen mongol à le faire) recevant son doctorat. en économie en 1945. De 1945 à 1946, il a été vice-président et président du Comité national de planification. De 1946 à 1953, il a été vice-président, membre du Comité central du Parti révolutionnaire et en 1954, il a été élu député du grand Khoural d'État populaire. Il a été nommé ministre de l'agriculture en 1957 (jusqu'en 1961) et en même temps vice-président du Conseil des ministres. En 1960, il devient membre du Bureau politique du Comité central du MPRP et en 1963, il devient secrétaire du Comité central du MPRP. En 1961, il est nommé académicien de la république populaire de Mongolie.
Jagvaral est devenu président par intérim du grand Khoural d'État du peuple (et donc chef d'État par intérim) lors de la retraite forcée de Yumjagiyn Tsedenbal en août 1984. Tsedenbal avait été démis de ses fonctions dans le cadre d'un mouvement parrainé par les soviétiques prétendument en raison de sa vieillesse et de sa faiblesse mentale, mais au moins en partie à cause de son opposition au processus de rapprochement sino-soviétique. Jambyn Batmönkh devient Premier ministre et secrétaire général du MPRP et assumera le poste de président du Présidium du grand Khoural d'État du peuple en décembre 1984.